# Palagio di Guardavia
Il Palagio di Guardavia o Villa Artimini è un edificio storico di Firenze, situato in via di Soffiano, all'incrocio con l'odierna via Coppo di Marcovaldo.

## Storia
Nel XV secolo il palazzo risulta proprietà degli Ugolini d'Oltrarno; nel 1517 passò ai del Garbo e da questi agli Artimini (1589), potente famiglia stanziatasi a Firenze dal castello di Artimino (PO), la quale ne fu proprietaria per lungo tempo. 
La villa venne registrata nella pianta di Vittorio Gabbrielli (1775) insieme ad altri edifici posseduti degli Artimini; nel catasto del 1832 viene registrata, sempre di proprietà della famiglia in questione, come casa colonica con orto (mappali 447-449); a nord della villa gli Artimini possedevano un terreno  lavorativo vitato e pioppato  (mappali 450-451) e un'altra casa colonica. Nel 1896 l'edificio era altresì conosciuto come Podere Artimini. 
Oggi l'edificio è stato venduto e adibito a condominio.